# Franck Onwuachi
Franck Onwuachi (ur. 10 listopada 1955) – nigeryjski piłkarz grający na pozycji obrońcy. W swojej karierze grał w reprezentacji Nigerii.

## Kariera klubowa
W swojej karierze piłkarskiej Onwuachi grał w klubie Racca Rovers FC.

## Kariera reprezentacyjna
W 1980 roku Onwuachi został powołany do reprezentacji Nigerii na Puchar Narodów Afryki 1980. W tym pucharze był rezerwowym i nie rozegrał żadnego spotkania. Z Nigerią wywalczył mistrzostwo Afryki.